# Faktisk tekst
Faktiske tekster er en danskfaglig genre, om tekster med en vis virkelighedsreference. Teksterne har derfor også en vis forpligtelse på virkeligheden.
Eksempler på faktiske tekster er, reklamer, e-mail, sms, billeder, dokumentarfilm og hjemmesider.

## Genrekoderne for faktiske tekster er blandt andet
- teksterne er i en vis udstrækning forpligtet på virkeligheden
- der er et klart skel mellem forfatter og tekst
- ord, begreber og referencer er i en vis grad baseret på virkeligheden
- udvælgelsen af stoffet er underlagt en perspektivering.

I modsætning til faktiske tekster, står fiktive tekster, der udskiller sig ved at være baseret på ren fiktion.
Inden for de senere år er faktiske tekster dog smeltet sammen med faktionsgenren til en ny storgenre, der også inkluderer musikvideo, doku-soaps, reality-tv og new journalism.